# Raphael Fässler
Raphael Fässler (ur. 29 stycznia 1985) – szwajcarski narciarz alpejski, medalista mistrzostw świata juniorów.

## Kariera
Po raz pierwszy na arenie międzynarodowej Raphael Fässler pojawił się 2 grudnia 2000 roku w Jerzens, gdzie w zawodach FIS Race zajął 42. miejsce w slalomie. W 2003 roku brał udział w mistrzostwach świata juniorów w Briançonnais, gdzie w tej samej konkurencji zajął dziewiąte miejsce. Podczas rozgrywanych rok później mistrzostw świata juniorów w Mariborze wywalczył złoty medal w slalomie, wyprzedzając Teda Ligety'ego z USA oraz Szweda Fredrika Nordha. Na tej samej imprezie zajął także 27. miejsce w gigancie. Brał także udział w mistrzostwach świata juniorów w Bardonecchii, jednak rywalizacji w slalomie nie ukończył. W zawodach Pucharu Świata zadebiutował 18 stycznia 2004 roku w Wengen, nie kończąc pierwszego przejazdu slalomu. Pierwsze pucharowe punkty wywalczył 14 marca 2004 roku w Sestriere, zajmując 21. miejsce w swej koronnej konkurencji. Były to jego jedyne punkty w zawodach tego cyklu. W klasyfikacji generalnej zajął ostatecznie 131. miejsce. Nie zdobył żadnego medalu na mistrzostwach Szwajcarii. Nigdy też nie startował na mistrzostwach świata ani igrzyskach olimpijskich. W 2007 roku zakończył karierę.

## Osiągnięcia

### Mistrzostwa świata juniorów
| Miejsce | Dzień     | Rok  | Miejscowość  | Konkurencja | Czas biegu  | Strata  | Zwycięzca        |
| ------- | --------- | ---- | ------------ | ----------- | ----------- | ------- | ---------------- |
| 9.      | 8 marca   | 2003 | Briançonnais | Slalom      | 1:33,74 min | +3,48 s | Marc Berthod     |
| 27.     | 13 lutego | 2004 | Maribor      | Gigant      | 2:17,40 min | +3,83 s | Jeffrey Harrison |
| 1.      | 14 lutego | 2004 | Maribor      | Slalom      | 1:33,33 min | -       | -                |
| DNF1    | 24 lutego | 2005 | Bardonecchia | Slalom      | 1:24,10 min | -       | Filip Trejbal    |

### Puchar Świata

#### Miejsca w klasyfikacji generalnej
- sezon 2003/2004: 131.

#### Miejsca na podium w zawodach
Fässler nie stawał na podium zawodów PŚ.